# Pteropus tokudae
Pteropus tokudae là một loài động vật có vú trong họ Dơi quạ, bộ Dơi. Loài này được Tate mô tả năm 1934.